# Концерт за комшије
Концерт за комшије је југословенски телевизијски филм из 1972. године. Режирао га је Сава Мрмак, а сценарио је писао Синиша Павић.

## Улоге
| Глумац                 | Улога    |
| ---------------------- | -------- |
| Мија Алексић           |          |
| Миодраг Петровић Чкаља |          |
| Силвана Арменулић      | певачица |
| Лепа Лукић             | певачица |
| Аца Матић              | певач    |
| Тома Здравковић        | певач    |